# Amos Biwott
Amos Biwott (Kenia, 8 de septiembre de 1947) es un atleta keniano retirado, especializado en la prueba de 3000 m obstáculos en la que llegó a ser campeón olímpico en 1968.

## Carrera deportiva
En los JJ. OO. de México 1968 ganó la medalla de oro en los 3000 m obstáculos, con un tiempo de 8:51.02 segundos, por delante de su paisano keniano Benjamin Kogo y del estadounidense George Young (bronce).